# Tympany Five
I Tympany Five sono stati un gruppo musicale statunitense, formatosi nel 1938 per opera di Louis Jordan.

## Storia
Il gruppo era composto da una sezione di fiati (da tre a cinque), percussioni, contrabbasso, chitarra e pianoforte. Dopo aver suonato a lungo a Chicago al Capitol Lounge nel 1941, Jordan e il suo gruppo divennero molto popolari e registrarono diverse canzoni di successo.. Jordan fu sempre orgoglioso del fatto che la musica dei Tympany Five incontrò il gradimento sia fra la popolazione bianca che fra quella di colore.